# Кільмес (округ)
Округ Кільмес (ісп. Quilmes) — адміністративно-територіальна одиниця 2-ого рівня у провінції Буенос-Айрес в центральній Аргентині. Адміністративний центр округу — Кільмес (ісп. Quilmes).
Населення округу становить 582943 особи (2010). Площа — 125 кв. км.

## Історія
Округ заснований у 1785 році.

## Населення
У 2010 році населення становило 582943 особи. З них чоловіків — 281928, жінок — 301015.

## Політика
Округ належить до 3-ого виборчого сектору провінції Буенос-Айрес.